# Isla Saona
La Isla Saona/ Kaíku Adamaney  es una de las más grandes de la República Dominicana que se encuentra ubicada frente a las costas de la provincia La Altagracia pero pertenece a la provincia La Romana. Es parte del parque nacional Cotubanamá (Antiguo parque nacional Del Este). La isla también es de gran atractivo turístico por sus hermosas playas y bellezas naturales.
La isla cuenta con dos asentamientos humanos permanentes, los poblados de Mano Juan y Catuano. Mano Juan es un pueblo de pescadores con casas de madera y la «playa Catuano», la cual tiene un destacamento de la marina de guerra.

## Geografía

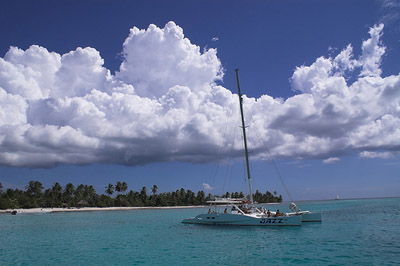
Barco anclado frente a la Saona.

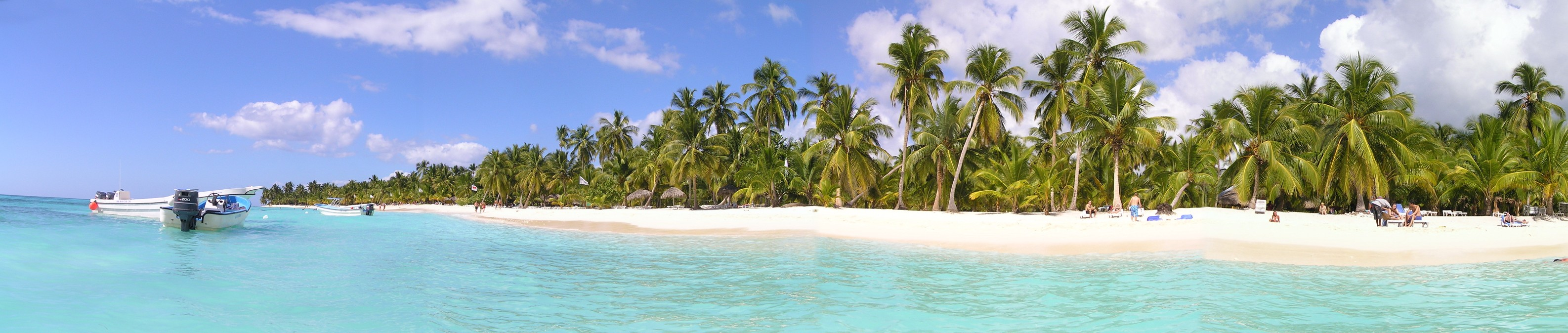
Playa.

La superficie de la isla es de 110 km², por lo que es más grande que países como San Marino y tiene el doble del tamaño de la dependencia británica de Bermudas. Cuenta con preciosos arrecifes coralinos, lagunas costeras, una gran diversidad de aves y especies de reptiles, y tiene también interesantes yacimientos arqueológicos y cuevas que eran utilizadas por los taínos.
La isla contiene un alto porcentaje de especies endémicas y riqueza floral. De las 539 especies reportadas en el parque nacional Cotubanamá, la mayoría se encuentra en este lugar. En la zona aparecen varias asociaciones de especies vegetales, las cuales integran diferentes ecosistemas, entre los que se pueden distinguir los bosques semi-húmedos, matorrales, y los manglares o bosques salados, que se componen de cuatro especies neotropicales: mangle negro, rojo, blanco y botón.
En la Saona también se han identificado especies de tortugas marinas incluyendo caguama, carey, tortuga verde y tinglar. Entre las aves se pueden apreciar gaviota playeras, zancudas, la paloma coronita, y la cotorra verde, la cual está en peligro de extinción. Otros fascinantes animales como la iguana rinoceronte, el manatí, el delfín y el murciélago pescador son también parte de los habitantes de la isla.
Se han reportado 40 especies de peces, 10 de corales y 124 de moluscos, calificando la zona como una de las más importantes reservas ecológicas del país.
Esta tiene una piscina natural en la cual el agua no pasa del ombligo, también encontramos estrellas de mar de diversos tipos y con colores caribeños, además de disfrutar de esta belleza natural debemos decir que solo estamos a unos pasos de la costa y el agua es aún más cristalina.

## Población
Su población es de aproximadamente 500 habitantes con apenas 69 casas de familias que viven fundamentalmente de una variada pesca.

## Historia
Adamanay fue el nombre dado a esta isla adyacente al parque nacional Cotubanamá por los indígenas taínos. Cristóbal Colón pisó el suelo de la isla por primera vez el 14 de septiembre de 1494 durante su segundo viaje, y la nombró Bella Savonesa en honor al savonés Michele da Cuneo (Miguel da Cunio), quien advirtió que se trataba de una isla independiente de la entonces ya nombrada La Española.
En esta isla se encuentra la famosa Cueva de Cotubanamá, nombrada en memoria del cacique taíno a principios del siglo ХVI, quien huyendo de las matanzas de Nicolás de Ovando, decidió sin mucho éxito buscar refugio en la isla, siendo capturado y ejecutado. En tiempos del dictador Leónidas Trujillo esta isla fue adjudicada a su familia, quienes explotaron los cocotales que existían desde una fecha indeterminada. Fue este presidente quién construyó en 1944 el poblado de "Mano Juan" para albergar a 14 familias que se asentaron, y desde entonces sobrevive como único centro habitado en el parque nacional Cotubanamá. Este poblado fue usado también como un coto de caza, punto de crianza extensiva de ganado y lugar para desterrar a los disidentes políticos del régimen del dictador. 
El 16 de septiembre de 1975 fue creado el parque nacional Cotubanamá por el presidente Joaquín Balaguer, mediante el decreto presidencial 1311.

## Excursiones

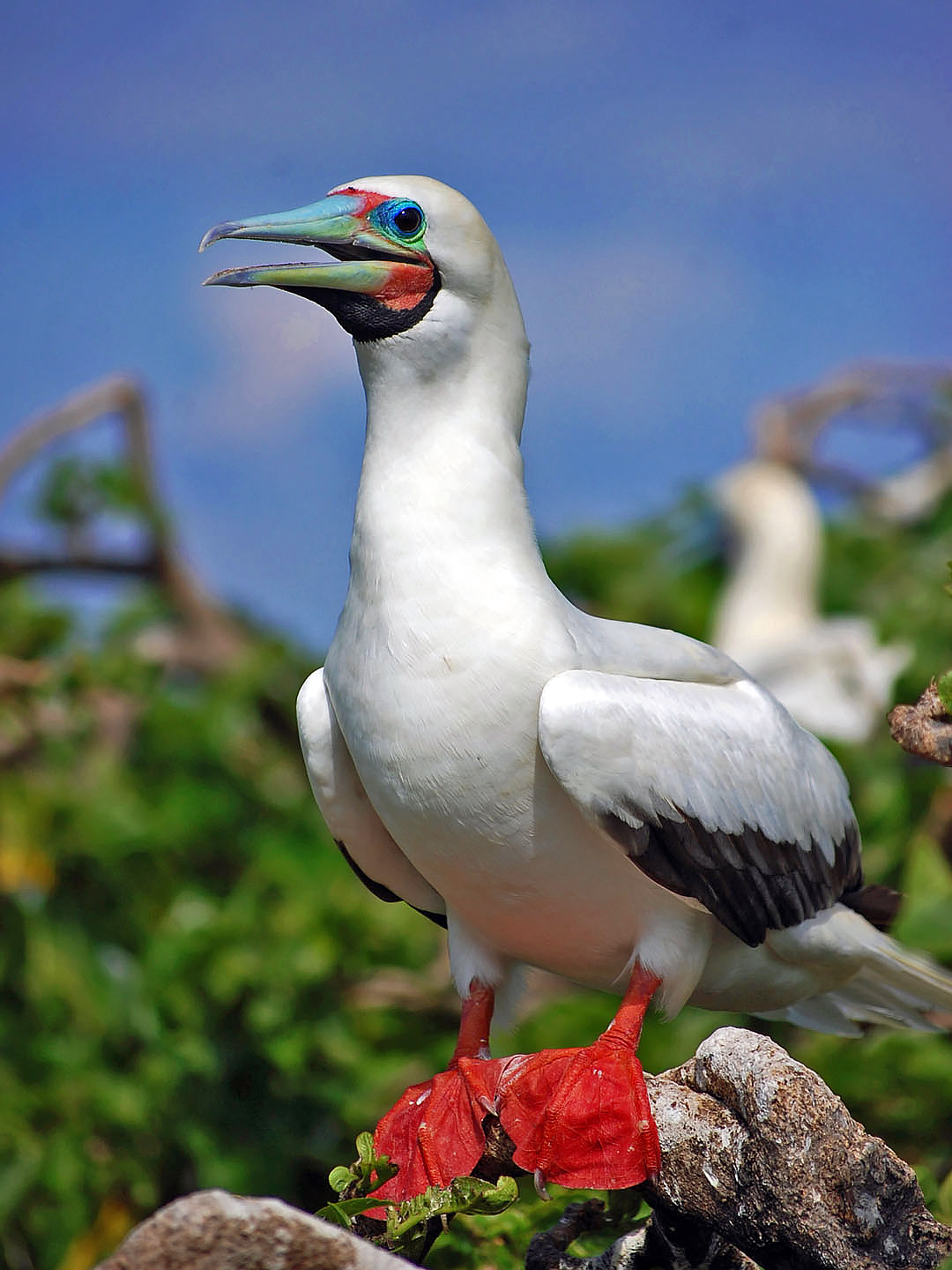
Un piquero patitas rojas o Sula sula como se le conoce en República Dominicana.

Partiendo desde Bayahibe y pasando el Canaleto Catuano se llega a la Isla Saona, donde se lleva a cabo la excursión más popular de los turistas que visitan el área. La Isla Saona forma parte del parque nacional Cotubanamá y fue seleccionada como una de las mejores playas de ensueño del Caribe por la revista "Caribbean Travel & Life". Sus playas vírgenes, palmeras exuberantes y turquesas aguas hacen que sea una de las regiones más encantadoras de República Dominicana.
A unos 400 metros de la costa se encuentra una de las mayores atracciones turísticas de la Isla Saona, una piscina natural en medio del mar donde la profundidad apenas llega un metro. Es un lugar perfecto para relajar y tener contacto con toda clase de especies marinas exóticas presentes debajo de las aguas, como estrellas marinas, corales, peces tropicales, conchas y caracoles.
Isla Saona atrae diariamente entre 2,000 a 2,500 turistas, para un promedio anual de 600 mil personas. Esta cosecha de turistas provenientes de distintos países, específicamente, de los que componen el continente Europeo y Americano aumenta a más de 3,000 en temporada alta. Solo en los 110 km² de la isla Saona operan 22 concesiones de inversión nacional y extranjera.

## Curiosidades
En el tercer acto de la comedia palatina Los tres diamantes (1599), de Lope de Vega, la acción se traslada brevemente a dicha isla en una travesía marítima entre Persia e Italia.